# Alfred Ippen, mostárna a strojírna
Alfréd Ippen, mostárna a strojírna byla královéhradecká firma, která se od roku 1908 zabývala výrobou velkých ocelových konstrukcí.

## Historie
Předchůdcem tohoto závodu čp. 433 byla slévárna firmy Holman, Jindra a spol., která zaměstnávala okolo třiceti pracovníků a byla zaměřena pouze na výrobu běžného komerčního zboží ze šedé litiny. V roce 1908 vyplatil Alfréd Ippen, od 1. května 1899 místo Josefa Ippena společník firmy Moric Ippen a syn v Hradci Králové (firma zapsána do obchodního rejstříku roku 1888 pod názvem „Moritz Ippen, Moric Ippen“, obchod s plodinami, vesměs v Králové Hradci; 1. července 1892 změněna na „Moric Ippen a syn“/„Moritz Ippen & Sohn“, v níž byli společníky Moric a Josef Ippenové, kteří v roce 1897 zapsali Alfredu Ippenovi svěřenou prokuru), ostatní společníky a založil tak novou firmu.
Ihned po převzetí závodu novým majitelem byla dosavadní výroba přeorientována na výrobu velkých ocelových konstrukcí (první ocelová konstrukce byla v závodě vyrobena v roce 1913) a kotlů, v strojírně se vyráběla parolodní zdvihadla pro obchodní lodě, které továrna exportovala do Terstu. Nová výroba znamenala větší nároky na výrobní technologie i zaměstnanost. Problémem továrny byly časté stávky. Ta ze 6. června 1913 se dostala až před královéhradecký krajský soud, kde jeden ze stávkujících dostal za přesvědčování stávkokazů, aby nenastoupili do práce, „5 měsíců žaláře zostřeného 5 posty“. Během 1. světové války firma prováděla částečně i zbrojní výrobu (granáty), ale nadále se vyráběly ocelové konstrukce. Teprve roku 1916 bylo továrníkovi povoleno postavit ohradní zeď okolo svého závodu. V roce 1918 zde již pracovalo 12 úředníků a 190 dělníků.

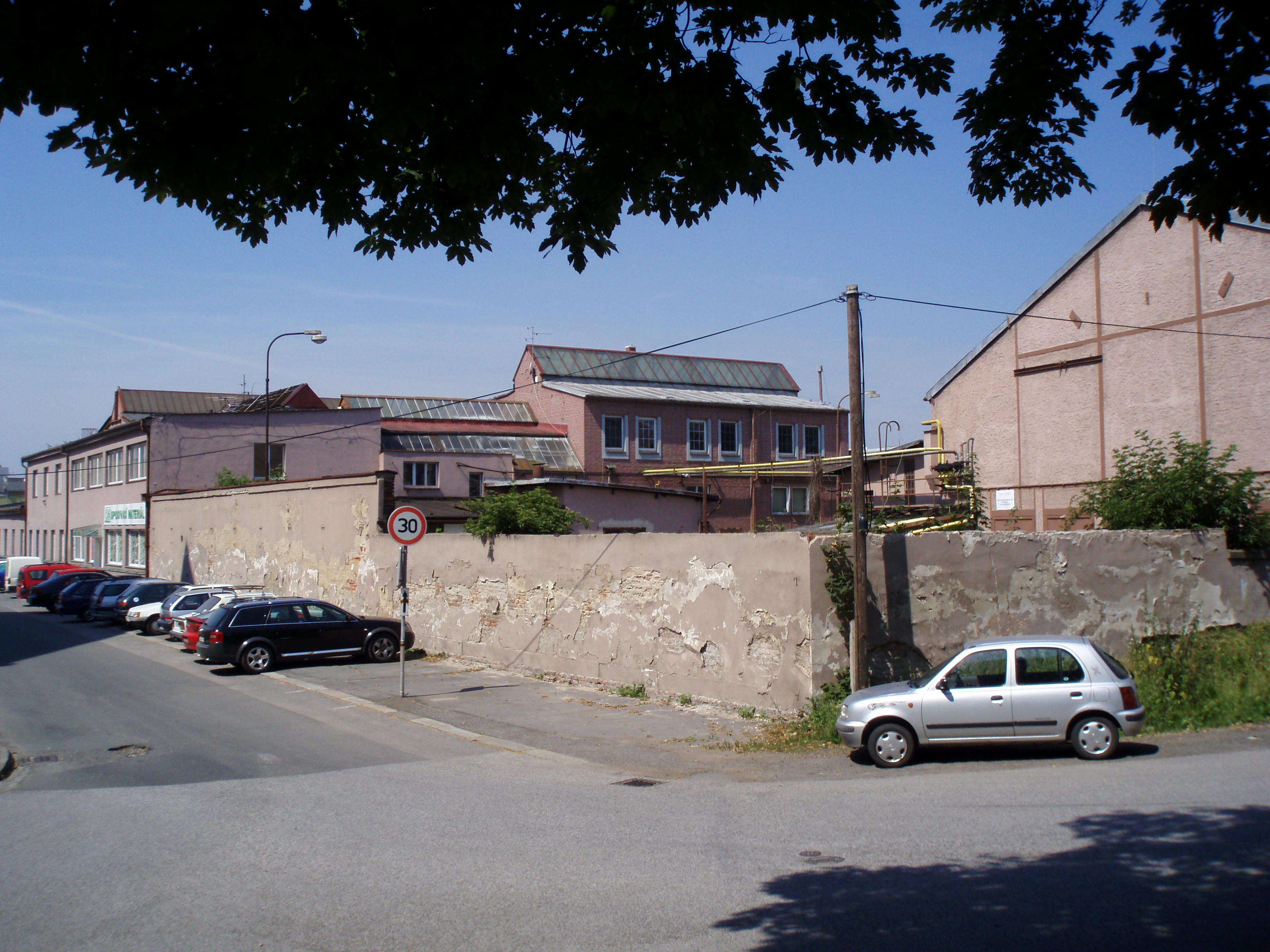
Část areálu mostárny

Po skončení 1. světové války přichází do závodu několik odborníků – mostařů z Vídně, takže továrna mohla převzít i zahraniční zakázky, podobně jako zakázky pro čs. armádu. Výroba se orientuje především na mosty a také na výrobky všeobecného strojírenství na úkor slévárny (přenosné hangáry, garáže). Zejména mostárna získala značný věhlas, velká část produkce jak silničních, tak železničních mostů se vyvezla do Polska a tehdejšího Království Srbů, Chorvatů a Slovinců. Hradecká firma navíc zakoupila licence na výrobu vojenských mostů (Roth-Wagner) i silničních mostů (Herbet). Další podstatnou část produkce hradeckého závodu odebírala československá armáda. Pro její letecké útvary navíc vyráběla již zmíněné přenosné hangáry, pro mobilní a dělostřelecké jednotky železné přenosné garáže. Spektrum nabízených produktů bylo dále rozšířeno od roku 1920 o vyhlášenou výrobu nedobytných pokladen – trezorů. Na jejich výrobu používal závod vlastní patentované pancéřové desky Cerberus, které na svoji dobu vykazovaly značnou odolnost proti případnému poškození. Trezory si objednávaly zejména banky, a to jak tuzemské, tak zahraniční. Firma se mohla mimo jiné pochlubit, že obdržela zakázku na pancéřování trezorů Československé národní banky v Praze. S ohledem na rozmach elektrifikace v českých zemích ve 20. a 30. letech 20. století se část produkce zaměřila na výrobu stožárů pro vysoké napětí. Pro cukrovary produkovala i splachovací zařízení Elfa. Hradecká továrna navíc ještě zakoupila patent firmy Huber a Lutz na výrobu samočinného poklopového jezu, který úspěšně prodávala i do ciziny. V roce 1924 firma měla již 375 zaměstnanců, v roce 1927 400 dělníků a 25 úředníků. K výrobě využívala elektrické energie o síle 500 HP.
Výrobu v závodě postihla i řada problémů a neštěstí. 2. října 1922 byl při zvedání mostní součásti jeřábem zabit dělník Ant. Souček ze Svobodných Dvorů. 20. května 1924 došlo k požáru v továrně. 11. října 1928 zemřel firemní zakladatel a společník Alfred Ippen. 20. července 1929 vypukl ve skladišti beden a dřevité vlny požár, který zachvátil sousední dřevěné skladiště starých modelů, jež shořelo až do základů. 24. ledna 1937 požár zachvátil sušárnu dříví na modely. 4. března 1938 byl zase dělník František Zub z Hradce Králové uškrcen vlastním šálem, který byl zachycen rychle se otáčející osou elektrického čerpadla. Tyto nehody však nikdy neměly výraznější vliv na provoz a výrobu.
V roce 1937 bylo uděleno povolení k přístavbě mostárny. V době ohrožení nacistickým Německem firma spolupracovala na budování pohraničních opevnění a s nimi spojenými dalšími zabezpečeními. V červnu 1938 zase složila u Spořitelny královéhradecké v Hradci Králové pro Jubilejní fond na obranu státu 100 000 Kč.

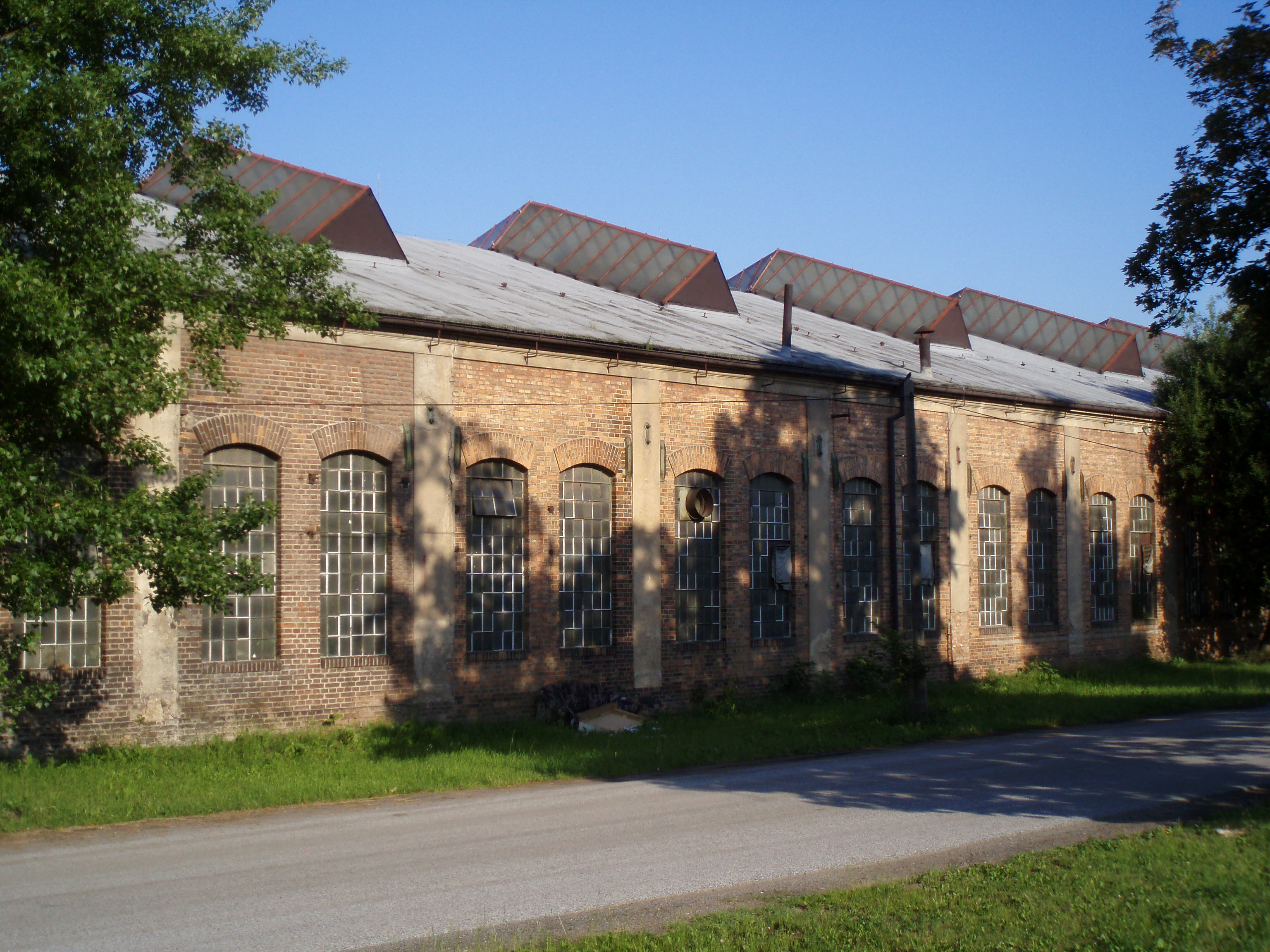
Část areálu mostárny

Za 2. světové války byla firma arizována a od roku 1941 přešla do rukou německého kapitálu, neboť Ing. Otto Ippen byl židovského původu, z firmy byl vyvlastněn a během okupace popraven. Výroba se orientuje na válečné potřeby. Znárodnění firmy proběhlo v roce 1945. Maxovi, jedinému z rodiny, který přežil holocaust, nebyla továrna vydána. Údajně se jednalo o požadavek továrního dělnictva. Po znárodnění se firma stala dočasně součástí hradeckého závodu Škodových závodů a později z ní vznikl závod Montas.